# Vrbova slinarica
Vrbova slinarica (znanstveno ime Aphrophora salicina) je vrsta žuželk iz družine Aphrophoridae.

## Opis
Odrasla vrbova slinarica zraste v dolžino med 9 in 11 mm. Osnovna barva telesa je rumenkasto siva. Ličinke se za zaščito pred plenilci obdajo s penasto slinastjo snovjo, ki jo izločajo iz zadka. Ličinke sesajo drevesne sokove na vejicah vrbe. Odrasli osebki so dobri skakalci, ki za skakanje uporabljajo vse tri pare nog. Na glavi imajo en par sestavljenih in en par navadnih oči.
Razširjena je po Evropi in severnem delu Azije